# Neptis callina
Neptis callina är en fjärilsart som beskrevs av Grose-smith 1898. Neptis callina ingår i släktet Neptis och familjen praktfjärilar. Inga underarter finns listade i Catalogue of Life.